# ارلند المکویست
ارلند المکویست (انگلیسی: Erland Almqvist; ۲ سپتامبر ۱۹۱۲ – ۲۰ سپتامبر ۱۹۹۹) قایقران، و قایقران قایق بادبانی اهل سوئد بود.